# 高松空港連絡道路
高松空港連絡道路（たかまつくうこうれんらくどうろ）は、香川県高松市内を南北に結ぶ地域高規格道路である（整備区間）。

## 概要
四国横断自動車道の高松西ICと高松空港を結び、高松空港へのアクセス性を向上させ、利用圏域を広げる。高松西インターチェンジから高松環状道路となっており、南側の5 kmの区間が高松空港連絡道路となる。香川県道44号円座香南線（バイパス区間）として整備している。

## 歴史
- 2018年度（平成30年度） : 香川県道44号円座香南線 香南工区 事業化[2]
- 2022年（令和4年）4月12日 : 香川県道44号円座香南線 香南工区 香川県高松市香南町池内 (1.2 km) 開通[3]